# Грушевка (Крым)
Гру́шевка (до 1945 года Салы́; укр. Грушівка; крымскотат. Suvuq Sala, Сувукъ Сала) — село в Крыму, согласно административно-территориальному делению России, в городском округе Судак Республики Крым, согласно административно-территориальному делению Украины — Грушевский сельский совет Судакского горсовета Автономной Республики Крым.

## Современное состояние
На 2018 год в Грушевке числится 21 улица и массив Ялтинский квартал; на 2009 год, по данным сельсовета, село занимало площадь 241 гектар на которой, в 800 дворах, проживало 2230 человек. В селе действуют средняя общеобразовательная школа, детский сад «Березка», амбулатория общей практики семейной медицины, отделение Почты России, церковь иконы Божией Матери «Знамение» и мечеть «Суук-Сала джамиси». Грушевка связана автобусным сообщением с Судаком, городами Крыма и соседними населёнными пунктами.

## Население
| 2001 | 2014  |
| ---- | ----- |
| 2054 | ↗2269 |

Всеукраинская перепись 2001 года показала следующее распределение по носителям языка
| Язык             | Процент |
| ---------------- | ------- |
| русский          | 54.87   |
| крымскотатарский | 37.63   |
| украинский       | 6.77    |
| другие           | 0.2     |

### Динамика численности
| - 1778 год — 224 чел. - 1805 год — 108 чел. - 1849 год — 250 чел. - 1864 год — 667 чел. - 1886 год — 704 чел. - 1889 год — 869 чел. | - 1892 год — 1061 чел. - 1897 год — 1811 чел. - 1902 год — 1375 чел. - 1915 год — 1621/32 чел. - 1926 год — 1368 чел. - 1939 год — 1030 чел. | - 1974 год — 1700 чел. - 1989 год — 1195 чел. - 2001 год — 2054 чел. - 2009 год — 2230 чел. - 2014 год — 2269 чел. |

## География
Грушевка находится на севере территории горсовета, в долине небольшой речки Салы, притоке Мокрого Индола северо-восточного склона Главной гряды Крымских гор, высота центра села над уровнем моря 244 м. Расстояние до Судака около 25 километров (по шоссе), ближайшая железнодорожная станция — Феодосия — примерно в 36 километрах. Село, практически, примыкает к границам Кировского района на востоке и Белогорского на западе, ближайшие населённые пункты — Переваловка в 2,5 км на юг, Холодовка в 1,5 км на север и Курское, Белогорского района — в 2 км на запад. Транспортное сообщение осуществляется по региональным автодорогам 35К-003 Симферополь — Феодосия и 35К-006 Судак — Грушевка (по украинской классификации — P-23 и P-35).

## История
По не подтверждённым другими источниками сведениям, первая церковь (часовня св. Марии Магдалины) в нынешней Грушевке была построена в первые века нашей эры, разрушена гуннами и восстановлена в VI веке. В 1330 году в селении появились армяне. В 1361—1381 годах ими была построена новая церковь св. Нины и св. Григория (по другим данным — в 1375 году, на пожертвованные неким Саркисом Агасяном 400 динаров). Точно датирован лишь хачкар, найденный в селе — на нём стоит дата, 1483 год.
Село оставалось армянским до 1778 года, когда, 18 сентября, согласно «Ведомости о выведенных из Крыма в Приазовье христианах» А. В. Суворова, из Сале на нижний Дон было переселено 224 человека (115 мужчин и 109 женщин), все армяне, основавшие вблизи города Новый Нахичевань село Мец-Сала. По ведомости генерал-поручика О. А. Игельстрома от 14 декабря 1783 года до вывода христиан в деревне Сувук Сала оставалась 1 целая церковь. Согласно «Ведомости… какие христианские деревни и полных дворов. И как в оных… какие церкви служащие, или разорённые. …какое число священников было…» от 14 декабря 1783 года в деревне Сала числилось 35 армянских дворов Поселение некоторое время пустовало — оно не упомянуто в Камеральном Описании Крыма… 1784 года среди соседних деревень Старо-Крымско кадылыка Кефинского каймаканства.

После присоединения Крыма к России (8) 19 апреля 1783 года, (8) 19 февраля 1784 года, именным указом Екатерины II сенату, на территории бывшего Крымского Ханства была образована Таврическая область и деревня была приписана к Левкопольскому, а после ликвидации в 1787 году Левкопольского — к Феодосийскому уезду Таврической области. С 1792 года в Салы заселяли отставных солдат Таврического легкоконного полка. На 1793 год в селении проживало 275 взрослых жителей (134 мужчины и 141 женщина). В труде Петра Симона Палласа «Наблюдения, сделанные во время путешествия по южным наместничествам Русского государства в 1793—1794 годах» это описано так 
У ручья Суок-сала основана большая деревня для отставных солдат и матросов, эти земли очень плодородны и лесисты.
 Согласно справочнику Михаила Родионова «Статистико-хронологическо-историческое описание Таврической епархии» в 1779 году в Салах открыта Знаменская церковь. После Павловских реформ, с 1796 по 1802 год, входила в Акмечетский уезд Новороссийской губернии. По новому административному делению, после создания 8 (20) октября 1802 года Таврической губернии, Салы был включён в состав Байрачской волости Феодосийского уезда.

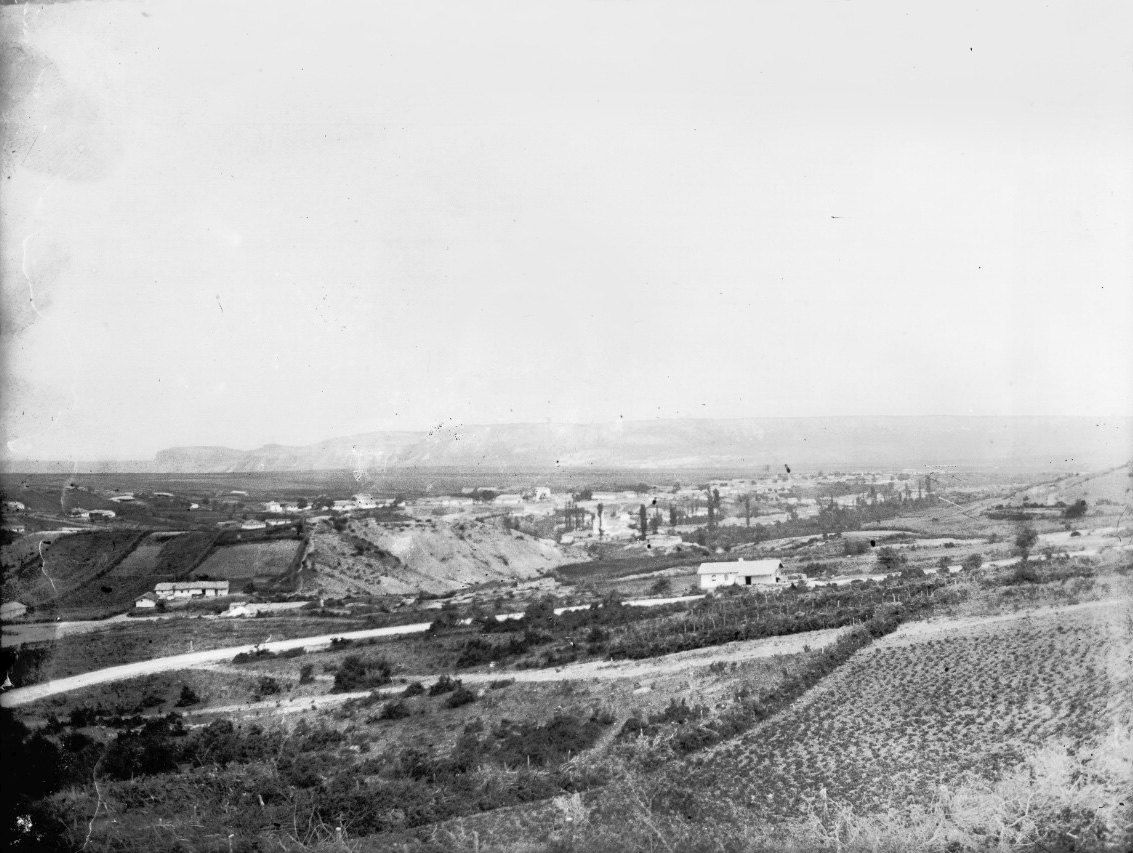
Село Салы, около 1905 г.

По Ведомости о числе селении, названиях оных, в них дворов… состоящих в Феодосийском уезде от 14 октября 1805 года , в российском селении Сали дворов не числилось, учтено 108 жителей — воинских поселян. На военно-топографической карте генерал-майора Мухина 1817 года селение обозначено как Суук сала с 63 дворами. После реформы волостного деления 1829 года российское селение Салы, согласно «Ведомости о казённых волостях Таврической губернии 1829 года», отнесли к Учкуйской волости (преобразованной из Байрачской). На карте 1836 года в деревне Суу-Салы (русская) 63 двора, как и на карте 1842 года, а, согласно «Военно-статистическому обозрению Российской Империи» за 1849 год, в селе было 250 жителей.
В 1860-х годах, после земской реформы Александра II, село определили центром новой Салынской волости. Согласно «Списку населённых мест Таврической губернии по сведениям 1864 года», составленному по результатам VIII ревизии 1864 года, Салы (или Суук-Салы) — русское казённое село с 82 дворами, 667 жителями, православной церковью, волостным правлением и сельской почтовой станцией при речке Салы. По обследованиям профессора А. Н. Козловского начала 1860-х годов, в селении «…имелась пресная вода в изобилии из горных родников и ручьёв». На трёхверстовой карте Шуберта 1865—1876 года в Салы обозначено 103 двора. На 1886 год в селе Салы при речке Салы-Чокрак, согласно справочнику «Волости и важнѣйшія селенія Европейской Россіи», проживало 704 человека в 110 домохозяйствах, находилось волостное правление, действовали православная церковь, школа и лавка. В «Памятной книге Таврической губернии 1889 года» по результатам Х ревизии 1887 года записаны Салы со 133 дворами и 869 жителями.
После земской реформы 1890-х годов село осталось центром преобразованной Салынской волости. На верстовой карте 1890 года в деревне обозначено 213 дворов с русским населением. По «…Памятной книжке Таврической губернии на 1892 год» в Салы, составлявшем Салынское сельское общество, числился 1061 житель в 160 домохозяйствах. Всероссийская перепись 1897 года зафиксировала в селе 1143 жителя, из которых 1124 православных. По «…Памятной книжке Таврической губернии на 1902 год» в селе Салы числилось 1375 жителей в 136 домохозяйствах. На 1902 год в деревне работал фельдшер. На 1914 год в селении действовало земское училище. По Статистическому справочнику Таврической губернии. Ч.II-я. Статистический очерк, выпуск пятый Феодосийский уезд, 1915 год, в селе Салы Салынской волости Феодосийского уезда числилось 270 дворов (все дворы с землёй) с русским населением в количестве 1621 человек приписных жителей и 32 «посторонних», из которых 896 мужчин и 757 женщин. Жители владели 704 десятинами удобной земли. В хозяйствах имелось 450 лошадей, 950 волов, 260 коров и 500 голов овец, свиней, или коз. На 1917 год в селе действовали церковь, почтовое отделение, кредитное товарищество.
После установления в Крыму Советской власти, по постановлению Крымревкома от 8 января 1921 года была упразднена волостная система и село вошло в состав вновь созданного Старо-Крымского района Феодосийского уезда, а в 1922 году уезды получили название округов. 11 октября 1923 года, согласно постановлению ВЦИК, в административное деление Крымской АССР были внесены изменения, в результате которых округа ликвидировались и Старо-Крымский район стал самостоятельной административной единицей. Декретом ВЦИК от 04 сентября 1924 года «Об упразднении некоторых районов Автономной Крымской С. С. Р.» Старо-Крымский район был упразднён и село включили в Феодосийский район. Согласно Списку населённых пунктов Крымской АССР по Всесоюзной переписи 17 декабря 1926 года, в селе Салы, центре Салынского сельсовета Феодосийского района, числилось 347 дворов, из них 340 крестьянских, население составляло 1368 человек, из них 1312 русских, 5 болгар, 5 украинцев, 4 грека, 3 белорусса, 1 еврей, 38 записаны в графе «прочие», действовала русская школа. Постановлением ВЦИК «О реорганизации сети районов Крымской АССР» от 30 октября 1930 года из Феодосийского района был выделен (воссоздан) Старо-Крымский район (по другим сведениям 15 сентября 1931 года) и село включили в его состав.. По данным всесоюзная перепись населения 1939 года в селе проживало 1030 человек.
Указом Президиума Верховного Совета РСФСР от 21 августа 1945 года Салы был переименован в Грушевку и Салынский сельсовет — в Грушевский. С 25 июня 1946 года Грушевка в составе Крымской области РСФСР, а 26 апреля 1954 года Крымская область была передана из состава РСФСР в состав УССР. В 1959 году был ликвидирован Старокрымский район и село присоединили к Судакскому. Указом Президиума Верховного Совета УССР «Об укрупнении сельских районов Крымской области», от 30 декабря 1962 года Судакский район был упразднён и село присоединили к Белогорскому. 1 января 1965 года, указом Президиума ВС УССР «О внесении изменений в административное районирование УССР — по Крымской области», включили в состав Кировского. На 1974 год в Грушевке числилось 1700 жителей. В 1979 году был воссоздан Судакский район и село передали в его состав. По данным переписи 1989 года в селе проживало 1811 человек. С 12 февраля 1991 года село в восстановленной Крымской АССР. Постановлением Верховного Совета Автономной Республики Крым от 9 июля 1991 года Судакский район был ликвидирован, создан Судакский горсовет, которому переподчинили село. 26 февраля 1992 года Крымская АССР переименована в Автономную Республику Крым. С 21 марта 2014 года — в составе Республики Крым России, с 5 июня 2014 года в Городском округе Судак.